# Höljen, Västergötland
Höljen är en sjö i Alingsås kommun i Västergötland och ingår i Göta älvs huvudavrinningsområde.